# Milówka (Silésie)
Pour les articles homonymes, voir Milówka.
Milówka est un village de la voïvodie de Silésie et du powiat de Żywiec. Il est le siège de la gmina de Milówka et comptait 4.448 habitants en 2008.